# Ксенте
Ксенте (пол. Księte) — село в гмине Сведзебня Бродницкого повята Куявско-Поморского воеводства Польши.
В 1975—1998 село входило в состав Торуньского воеводства.
5 октября 1831 года здесь имела место возможно последняя стычка ноябрьского восстания.